# Handpant
Handpant, jur., sak, som lämnats i en borgenärs "hand" (besittning) som pant ("pantsatts" hos honom), till säkerhet för hans fordran. Enligt äldre rätt – både hos oss och annorstädes – kunde även fastigheter på så vis lämnas som pant, medan däremot modern rätt i allmänhet endast medger att använda lösa saker som handpant. 
Sådana fartyg, som kan intecknas (se inteckning) och därigenom bli föremål för panträtt, kan inte dessutom på vanligt sätt pantsättas. Se vidare Panträtt.